# كريستي بلاتشفورد
كريستي بلاتشفورد هي صحفية وكاتبة العمود كندية، ولدت في 20 مايو 1951 في رووان نوراندا في كندا.